# Jó Választás (szlovák párt)
A Jó Választás (szlovákul Dobrá Voľba) szlovákiai balközép párt. Tomáš Drucker korábbi egészségügyi, majd belügyminiszter alapította 2019. október 7-én, miután elhagyta a kormányzó Irány – Szociáldemokráciát.

## A párt elnökei
| Név                    | hivatal kezdete        | hivatal vége           |
| A Jó Választás elnökei | A Jó Választás elnökei | A Jó Választás elnökei |
| ---------------------- | ---------------------- | ---------------------- |
| Tomaš Drucker          | 2019                   | hivatalban             |

## Választási eredmények

### Parlamenti választások
| Választás | Szavazatok száma | Szavazatok aránya | Mandátumok száma | Mandátumok aránya | Parlamenti szerepe |
| --------- | ---------------- | ----------------- | ---------------- | ----------------- | ------------------ |
| 2020-as   | 88 220           | 3,06%             | 0                | 0%                | nem jutott be      |